# Список эпизодов телесериала «Элементарно»
Список эпизодов американского детективного телесериала «Элементарно», основанного на персонажах книг сэра Артура Конан Дойла о Шерлоке Холмсе, действие происходит в наши дни в Нью-Йорке. Главные роли Шерлока Холмса и доктора Джоан Ватсон исполняют Джонни Ли Миллер и Люси Лью. Премьера состоялась на телеканале CBS 27 сентября 2012 года.
Британский сыщик Шерлок Холмс — бывший наркоман, который был отправлен в Нью-Йорк на лечение в реабилитационный центр, а по завершении лечения остался в Бруклине как консультант Нью-Йоркской полиции. В расследованиях ему помогает его куратор доктор Джоан Ватсон, нанятая его отцом.

## Обзор сезонов
| Сезон | Сезон | Эпизоды | Оригинальная дата показа | Оригинальная дата показа |
| Сезон | Сезон | Эпизоды | Премьера сезона          | Финал сезона             |
| ----- | ----- | ------- | ------------------------ | ------------------------ |
|       | 1     | 24      | 27 сентября 2012         | 16 мая 2013              |
|       | 2     | 24      | 26 сентября 2013         | 15 мая 2014              |
|       | 3     | 24      | 30 октября 2014          | 14 мая 2015              |
|       | 4     | 24      | 5 ноября 2015            | 8 мая 2016               |
|       | 5     | 24      | 2 октября 2016           | 21 мая 2017              |
|       | 6     | 21      | 30 апреля 2018           | 17 сентября 2018         |
|       | 7     | 13      | 23 мая 2019              | 15 августа 2019          |

## Список серий

### Сезон 1 (2012—2013)
| № общий | № в сезоне | Название                                                                  | Режиссёр         | Автор сценария                                     | Дата премьеры    | Зрители в США (млн) |
| ------- | ---------- | ------------------------------------------------------------------------- | ---------------- | -------------------------------------------------- | ---------------- | ------------------- |
| 1       | 1          | «Pilot» «Пилот»                                                           | Майкл Куэста     | Роберт Доэрти                                      | 27 сентября 2012 | 13,41               |
| 2       | 2          | «While You Were Sleeping» «Пока ты спала»                                 | Джон Коулз       | Роберт Доэрти                                      | 4 октября 2012   | 11,13               |
| 3       | 3          | «Child Predator» «Охотник за детьми»                                      | Род Холкомб      | Питер Блейк                                        | 18 октября 2012  | 10,91               |
| 4       | 4          | «The Rat Race» «Крысиные бега»                                            | Розмари Родригес | Крэйг Суини                                        | 25 октября 2012  | 10,31               |
| 5       | 5          | «Lesser Evils» «Меньшее зло»                                              | Колин Бакси      | Лиз Фридмен                                        | 1 ноября 2012    | 10,49               |
| 6       | 6          | «Flight Risk» «Риск полёта»                                               | Дэвид Платт      | Коринн Бринкерхофф                                 | 8 ноября 2012    | 10,90               |
| 7       | 7          | «One Way To Get Off» «Единственный выход»                                 | Сет Манн         | Кристофер Силбер                                   | 15 ноября 2012   | 10,75               |
| 8       | 8          | «The Long Fuse» «Длинный запал»                                           | Эндрю Бернштейн  | Джеффри Пол Кинг                                   | 29 ноября 2012   | 10,46               |
| 9       | 9          | «You Do It For Yourself» «Ты делаешь это ради себя»                       | Фил Абрахам      | Питер Блейк                                        | 6 декабря 2012   | 10,31               |
| 10      | 10         | «The Leviathan» «Левиафан»                                                | Питер Вернер     | Коринн Бринкерхофф и Крэйг Суини                   | 13 декабря 2012  | 10,46               |
| 11      | 11         | «Dirty Laundry» «Грязное бельё»                                           | Джон Коулз       | Лиз Фридмен и Кристофер Силбер                     | 3 января 2013    | 11,44               |
| 12      | 12         | «M.» «M.»                                                                 | Джон Полсон      | Роберт Доэрти                                      | 10 января 2013   | 11,48               |
| 13      | 13         | «The Red Team» «Красная команда»                                          | Кристин Мур      | Джеффри Пол Кинг и Крэйг Суини                     | 31 января 2013   | 10,90               |
| 14      | 14         | «The Deductionist» «Гений дедукции»                                       | Джон Полсон      | Крэйг Суини и Роберт Доэрти                        | 3 февраля 2013   | 20,80               |
| 15      | 15         | «A Giant Gun, Filled with Drugs» «Огромная пушка, заряженная наркотиками» | Гай Ферленд      | Кристофер Силбер, Коринн Бринкерхофф и Лиз Фридмен | 7 февраля 2013   | 10,84               |
| 16      | 16         | «Details» «Детали»                                                        | Санаа Хамри      | Роберт Доэрти, Джеффри Пол Кинг и Джейсон Трэйси   | 14 февраля 2013  | 10,98               |
| 17      | 17         | «Possibility Two» «Вторая возможность»                                    | Сет Манн         | Марк Гоффман                                       | 21 февраля 2013  | 11,19               |
| 18      | 18         | «Déjà Vu All Over Again» «Повсюду дежавю»                                 | Джерри Левайн    | Брайан Роденбек                                    | 14 марта 2013    | 11,33               |
| 19      | 19         | «Snow Angels» «Снежные ангелы»                                            | Эндрю Бернштейн  | Джейсон Трэйси                                     | 4 апреля 2013    | 10,48               |
| 20      | 20         | «Dead Man's Switch» «Подмена мертвеца»                                    | Ларри Тэн        | Кристофер Силбер и Лиз Фридмен                     | 25 апреля 2013   | 10,07               |
| 21      | 21         | «A Landmark Story» «Веха истории»                                         | Питер Вернер     | Коринн Бринкерхофф                                 | 2 мая 2013       | 9,75                |
| 22      | 22         | «Risk Management» «Управление рисками»                                    | Лиз Фридмен      | Лиз Фридмен и Роберт Доэрти                        | 9 мая 2013       | 9,29                |
| 23      | 23         | «The Woman» «Та женщина»                                                  | Сет Манн         | Роберт Доэрти и Крэйг Суини                        | 16 мая 2013      | 8,98                |
| 24      | 24         | «Heroine» «Героин»                                                        | Джон Полсон      | Крэйг Суини и Роберт Доэрти                        | 16 мая 2013      | 8,98                |

### Сезон 2 (2013—2014)
| № общий | № в сезоне | Название                                                         | Режиссёр                       | Автор сценария                  | Дата премьеры    | Зрители в США (млн) |
| ------- | ---------- | ---------------------------------------------------------------- | ------------------------------ | ------------------------------- | ---------------- | ------------------- |
| 25      | 1          | «Step Nine» «Девятый шаг»                                        | Джон Полсон                    | Роберт Доэрти и Крэйг Суини     | 26 сентября 2013 | 10,18               |
| 26      | 2          | «Solve For X» «Решение для Х»                                    | Джерри Левайн                  | Джеффри Пол Кинг                | 3 октября 2013   | 9,38                |
| 27      | 3          | «We Are Everyone» «Мы — "Все"»                                   | Майкл Прессман                 | Крэйг Суини                     | 10 октября 2013  | 9,06                |
| 28      | 4          | «Poison Pen» «Отравленная ручка»                                 | Эндрю Бернштэйн                | Лиз Фридман                     | 17 октября 2013  | 8,52                |
| 29      | 5          | «Ancient History» «Древняя история»                              | Санаа Хамри                    | Джейсон Трейси                  | 24 октября 2013  | 8,72                |
| 30      | 6          | «An Unnatural Arrangement» «Неестественная композиция»           | Кристин Мур                    | Кэтрин Хамфрис                  | 31 октября 2013  | 9,47                |
| 31      | 7          | «The Marchioness» «Маркиза»                                      | Санаа Хамри                    | Кристофер Хольер и Крэйг Суини  | 7 ноября 2013    | 8,89                |
| 32      | 8          | «Blood Is Thicker» «Кровь гуще»                                  | Джон Полсон                    | Боб Гудман                      | 14 ноября 2013   | 8,54                |
| 33      | 9          | «On the Line» «По прямой»                                        | Гай Ферленд                    | Джейсон Трейси                  | 21 ноября 2013   | 9,24                |
| 34      | 10         | «Tremors» «Судороги»                                             | Аарон Липштадт                 | Лиз Фридман                     | 5 декабря 2013   | 8,29                |
| 35      | 11         | «Internal Audit» «Внутренняя проверка»                           | Джерри Левайн                  | Боб Гудман                      | 12 декабря 2013  | 9,09                |
| 36      | 12         | «The Diabolical Kind» «Дьявольский вид»                          | Ларри Тэн                      | Роберт Доэрти и Крэйг Суини     | 2 января 2014    | 9,04                |
| 37      | 13         | «All in the Family» «В кругу семьи»                              | Эндрю Бернштейн                | Джейсон Трейси                  | 9 января 2014    | 9,97                |
| 38      | 14         | «Dead Clade Walking» «Обречённый таксон»                         | Хелен Шейвер                   | Джеффри Пол Кинг                | 30 января 2014   | 10,34               |
| 39      | 15         | «Corpse de Ballet» «Балетный труп»                               | Жан де Сегонзак                | Лиз Фридман                     | 6 февраля 2014   | 9,45                |
| 40      | 16         | «The One Percent Solution» «Однопроцентное решение»              | Боб Гудман и Крэйг Суини       | Крэйг Суини                     | 27 февраля 2014  | 8,66                |
| 41      | 17         | «Ears to You» «Ухо востро»                                       | Сет Манн                       | Лоурен Маккензи и Эндрю Геттенс | 6 марта 2014     | 8,54                |
| 42      | 18         | «The Hound of the Cancer Cells» «Ищейка раковых клеток»          | Майкл Словис                   | Боб Гудман                      | 13 марта 2014    | 8,94                |
| 43      | 19         | «The Many Mouths of Aaron Colville» «Много ртов Аарона Колвилля» | Ларри Тэн                      | Джейсон Трейси                  | 3 апреля 2014    | 7,83                |
| 44      | 20         | «No Lack of Void» «Нет нужды в пустоте»                          | Лиз Фридман и Джеффри Пол Кинг | Санаа Хамри                     | 10 апреля 2014   | 7,90                |
| 45      | 21         | «The Man With the Twisted Lip» «Человек с рассечённой губой»     | Сет Манн                       | Крэйг Суини и Стив Готтфрид     | 24 апреля 2014   | 8,13                |
| 46      | 22         | «Paint It Black» «Да наступит тьма»                              | Люси Лью                       | Роберт Вольф                    | 1 мая 2014       | 7,79                |
| 47      | 23         | «Art in the Blood» «Рисунок кровью»                              | Гай Ферланд                    | Боб Гудман                      | 8 мая 2014       | 7,54                |
| 48      | 24         | «The Grand Experiment» «Большой эксперимент»                     | Джон Полсон                    | Роберт Доэрти и Крэйг Суини     | 15 мая 2014      | 7,37                |

### Сезон 3 (2014—2015)
| № общий | № в сезоне | Название                                                               | Режиссёр       | Автор сценария                                                  | Дата премьеры   | Зрители в США (млн) |
| --- | ---------- | ---------------------------------------------------------------------- | -------------- | --------------------------------------------------------------- | --------------- | ------------------- |
| 49 | 1          | «Enough Nemesis to Go Around» «Правосудия хватит на всех»              | Джон Полсон    | Роберт Доэрти и Крэйг Суини                                     | 30 октября 2014 | 7,57                |
| Через шесть месяцев после отъезда, Ватсон открывает собственное детективное агентство и помогает поймать главу наркокартеля. Два месяца спустя, дело так и не сдвинулось с мертвой точки, а ключевой свидетель убита в охраняемом лифте. К своему удивлению, Ватсон обнаруживает, что Шерлок вернулся с новой протеже Китти Уинтер и работает по тому же делу, кроме того его уволили из МИ-6. Шерлок и Джоан должны найти способ преодолеть свои разногласия и работать вместе, чтобы найти убийцу, высококлассного киллера   |            |                                                                        |                |                                                                 |                 |                     |
| 50 | 2          | «The Five Orange Pipz» «Пять оранжевых пимпочек»                       | Ларри Тэн      | Боб Гудман                                                      | 6 ноября 2014   | 7,07                |
| Шерлоку и Джоан придётся объединить свои усилия в деле о расследовании двойного убийства, однако новая ученица Холмса, Китти, становится угрозой всему расследованию. Из-за зависти к Шерлоку и Джоан, Китти совершенно теряет настрой к работе и совершает одну ошибку за другой. |            |                                                                        |                |                                                                 |                 |                     |
| 51 | 3          | «Just a Regular Irregular» «Временный эксперт»                         | Джерри Ливайн  | Роберт Вольф                                                    | 13 ноября 2014  | 6,53                |
| Гениальный математик во время очередной математической "охоты" находит труп. Шерлок решил помочь в расследовании этого дела, а Джоан узнав о прошлом Китти, предлагает ей присоединиться к группе поддержки. |            |                                                                        |                |                                                                 |                 |                     |
| 52 | 4          | «Bella» «Белла»                                                        | Гай Ферленд    | Крэйг Суини                                                     | 20 ноября 2014  | 6,49                |
| Разработчик программного обеспечения Эдвин Борштейн создал искусственный интеллект под названием "Белла", и обращается к Шерлоку, потому что кто-то взломал его компьютер и сделал копию программы. Шерлок соглашается расследовать дело о краже, но вскоре Борштейн умирает от эпилептического припадка, казалось бы, вызванного "Беллой". Между тем, бойфренд Джоан, Эндрю, получает приглашение на работу в Копенгагене и Джоан подозревает, что Шерлок причастен к этому                                                   |            |                                                                        |                |                                                                 |                 |                     |
| 53 | 5          | «Rip Off» «Грабёж»                                                     | Джон Полсон    | Джейсон Трейси                                                  | 27 ноября 2014  | 6,11                |
| Шерлока и Китти вызывают, когда на улице находят оторванную руку, которая приводит их к делу, связанному с контрабандными бриллиантами и убийством. Кроме того, Шерлок заставляет подписать Китти соглашение о неразглашении, потому что он обнаружил написанную, но не опубликованную книгу Джоан "Дела Шерлока Холмса". Между тем, между Грегсоном и его дочерью-офицером полиции растёт напряжённость, потому что он избил другого офицера, который ударил его дочь.                                                        |            |                                                                        |                |                                                                 |                 |                     |
| 54 | 6          | «Terra Pericolosa» «Опасные земли»                                     | Аарон Липштадт | История: Боб Гудман и Джеффри Пол Кинг Телесценарий: Боб Гудман | 4 декабря 2014  | 6,59                |
| Холмс и Ватсон ищут вора, совершившего убийство, чтобы заполучить редкую карту. Джоан обеспокоена постоянным вмешательством Шерлока в личную жизнь Китти. |            |                                                                        |                |                                                                 |                 |                     |
| 55 | 7          | «The Adventure of the Nutmeg Concoction» «Приключения мускатной смеси» | Кристин Мур    | Питер Око                                                       | 11 декабря 2014 | 7,63                |
| Скучающий Холмс объединяет свои силы с Ватсон, когда она пытается найти женщину, которая пропала 5 лет назад. Единственная улика - запах мускатного ореха на месте её исчезновения. Между тем, отношения Джоан со своим парнем на расстоянии подвергаются проверке на прочность, когда в её жизни появляется человек из прошлого и просит о помощи. |            |                                                                        |                |                                                                 |                 |                     |
| 56 | 8          | «End of Watch» «Последнее дежурство»                                   | Рон Фортунато  | Роберт Вольф                                                    | 18 декабря 2014 | 7,57                |
| Когда убивают офицера нью-йоркской полиции, Холмс и Ватсон подключаются к расследованию. Шерлок ищет человека, который публикует в блоге его личные заявления, сделанные во время встреч в группе поддержки бывших наркоманов. |            |                                                                        |                |                                                                 |                 |                     |
| 57 | 9          | «The Eternity Injection» «Инъекция вечности»                           | Ларри Тэн      | Крэйг Суини                                                     | 8 января 2015   | 8,42                |
| Когда исчезает бывшая коллега Ватсон, её подруга просит её помощи в поиске пропавшей, следы женщины приводят Ватсон и Холмса к другому человеку, который также исчез. Несмотря на опасения своего куратора трезвости, Шерлок испытывает трудности с процессом трезвости, сочтя его слишком однообразным. |            |                                                                        |                |                                                                 |                 |                     |
| 58 | 10         | «Seed Money» «Семена зла»                                              | Джон Полсон    | Брайан Роденбек                                                 | 15 января 2015  | 8,06                |
| В то время как Китти пытается найти сбежавшего подростка, Шерлок и Джоан работают над делом, в котором убийство блестящего биоинженера выглядит как дело рук наркокартеля. Джоан принимает жизненно важное решение, но беспокоится, что это огорчит Холмса, не зная, что у него для неё тоже есть важные новости. |            |                                                                        |                |                                                                 |                 |                     |
| 59 | 11         | «The Illustrious Client» «Выдающийся клиент»                           | Гай Фарланд    | Джейсон Трейси                                                  | 22 января 2015  | 8,28                |
| Джоан начинает работать в качестве следователя страховой фирмы. Однако, её внимание переключается на дело, которое становится личным для неё и Холмса, когда они объединяют усилия, чтобы устранить непосредственную угрозу для Китти. |            |                                                                        |                |                                                                 |                 |                     |
| 60 | 12         | «The One That Got Away» «Тот, который ускользнул»                      | Сет Манн       | Роберт Доэрти                                                   | 29 января 2015  | 7,69                |
| По мере того, как Китти начинает все больше нервничать из-за надвигающейся угрозы своей безопасности, Шерлок и Джоан объединяют свои усилия, чтобы помочь ей. Кроме того, раскрывается первопричина отношений Шерлока и Китти. |            |                                                                        |                |                                                                 |                 |                     |
| 61 | 13         | «Hemlock» «Цикута»                                                     | Кристин Мур    | Арика Лисенн Миттман                                            | 5 февраля 2015  | 7,87                |
| Когда убивают специалиста по взысканию задолженностей, Холмс и Ватсон пытаются сузить круг подозреваемых из нескольких тысяч людей, которые задолжали ему деньги. Между тем, отношения Ватсон и Эндрю прогрессируют, когда он просит её встретиться с его отцом в первый раз. |            |                                                                        |                |                                                                 |                 |                     |
| 62 | 14         | «The Female of the Species» «Женская особь»                            | Люси Лью       | Джеффри Пол Кинг                                                | 12 февраля 2015 | 7,91                |
| Непредвиденные события снова сводят Ватсон с Иланой Марч, криминальным боссом, которую она передала в руки правосудия. Кроме того, пока Ватсон занимается этим делом, Холмс предлагает детективу Беллу стать его временным партнёром для расследования кражи в местном зоопарке. Ватсон получает письмо от Мориарти. |            |                                                                        |                |                                                                 |                 |                     |
| 63 | 15         | «When Your Number's Up» «Когда твоя песенка спета»                     | Джерри Ливайн  | Боб Гудман                                                      | 19 февраля 2015 | 8,21                |
| Холмс и Ватсон идут по кровавому следу в мир денежной компенсации смерти, когда расследуют серию убийств, в которых убийца оставляет конверты наличных денег на жертвах. Кроме того, Холмс делает широкий жест в сторону Ватсон, когда она начинает страдать из-за последствий личного кризиса. |            |                                                                        |                |                                                                 |                 |                     |
| 64 | 16         | «For All You Know» «Насколько тебе известно»                           | Гай Фарланд    | Питер Око                                                       | 5 марта 2015    | 7,67                |
| Когда Холмс оказывается главным подозреваемым в убийстве женщины, которая была убита во времена его зависимости, он копается в самом себе, пытаясь найти между ними связь. По мере того, как Холмс заново проходит свой путь с помощью Ватсон, подсказки заставляют его усомниться в самом себе. |            |                                                                        |                |                                                                 |                 |                     |
| 65 | 17         | «T-Bone and The Iceman» «Столкновение и лёд»                           | Майкл Словис   | Джейсон Трейси                                                  | 12 марта 2015   | 7,58                |
| Холмс и Ватсон расследуют убийство, которое изначально выглядит как несчастный случай в результате агрессивного поведения на дороге, но оно принимает новый оборот, когда они узнают, что жертва была моментально заморожена на момент смерти. Кроме того, когда мать Ватсон узнаёт, что брат Джоан изменяет своей жене, она ставит Джоан перед ним в неловкое положение - просит повлиять на брата, чтоб тот прекратил обманывать жену.                                                                                       |            |                                                                        |                |                                                                 |                 |                     |
| 66 | 18         | «The View From Olympus» «Вид с Олимпа»                                 | Сет Манн       | История: Джордан Розенберг Телесценарий: Боб Гудман             | 2 апреля 2015   | 7,48                |
| Когда водителя из компании по поиску попутчиков в поездку намеренно сбивает городское такси, Холмс и Ватсон задумываются, что возможно все дело в профессиональной зависти. Между тем, случайный роман Холмса с одной из своих давних "временных" консультантов осложняется, когда женщина просит о шокирующей услуге. |            |                                                                        |                |                                                                 |                 |                     |
| 67 | 19         | «One Watson, One Holmes» «Одна Ватсон, один Холмс»                     | Джон Полсон    | Роберт Хьюитт Вольф                                             | 9 апреля 2015   | 7,03                |
| Холмс и Ватсон оказываются в центре гражданской войны, идущей в интернете, когда убивают члена "Всех", анонимной хакерской группировки, с которой они периодически работают. |            |                                                                        |                |                                                                 |                 |                     |
| 68 | 20         | «A Stitch In Time» «Своевременные меры»                                | Рон Фортунато  | Питер Око                                                       | 16 апреля 2015  | 7,56                |
| Холмс и Ватсон расследуют убийство профессионального скептика, человека, который развенчивал паранормальные, религиозные и научные явления, сделав это своим образом жизни. Дело становится безотлагательным, когда его убийство раскрывает потенциальную угрозу национальной безопасности. Также, дочь капитана Грегсона, офицер полиции Нью-Йорка, Ханна, обращается к Ватсон за помощью по одному из своих дел. |            |                                                                        |                |                                                                 |                 |                     |
| 69 | 21         | «Under My Skin» «Под моей кожей»                                       | Аарон Липстэдт | Джеффри Пол Кинг                                                | 23 апреля 2015  | 7,73                |
| Когда двоих нью-йоркских фельдшеров убивают во время похищения, Холмс и Ватсон присоединяются к охоте, чтобы найти убийцу и женщину, которую он похитил. Кроме того, Холмс узнаёт важную информацию о своём наставнике по трезвости, Альфредо, из-за чего их отношения осложняются. |            |                                                                        |                |                                                                 |                 |                     |
| 70 | 22         | «The Best Way Out Is Always Through» «Лучший выход - всегда напролом»  | Майкл Словис   | Арика Лисенн Миттман                                            | 30 апреля 2015  | 7,03                |
| Когда убивают судью, Холмс и Ватсон подключаются к межштатному поиску, чтобы найти главного подозреваемого, заключённого, сбежавшего из закрытой тюрьмы. Кроме того, когда Холмс применяет свой дедуктивный метод к новым отношениям детектива Белла, романтике приходится пройти проверку на прочность. |            |                                                                        |                |                                                                 |                 |                     |
| 71 | 23         | «Absconded» «Покидая улей»                                             | Гай Фарланд    | Джейсон Трейси                                                  | 7 мая 2015      | 6,92                |
| Холмс и Ватсон расследуют смерть члена интернет-сообщества Холмса о пчеловодстве, учёного, который изучал вспышку смертельной эпидемии среди северо-восточных медоносных пчел. В ходе расследования, они встречают Тару Паркер, блестящего энтомолога, академика и руководителя общества пчеловодства Нью-Йорка. Кроме того, капитан Грегсон привлекает Ватсон к внеслужебному расследованию, что помогает ему принять жизненно важное решение.                                                                                |            |                                                                        |                |                                                                 |                 |                     |
| 72 | 24         | «A Controlled Descent» «Контролируемое падение»                        | Джон Полсон    | Роберт Доэрти                                                   | 14 мая 2015     | 6,96                |
| Оскар Рэнкин, бывший соратник Шерлока по наркомании, похищает Альфредо, требуя в обмен расследование исчезновения своей сестры. Холмс ведёт свои поиски, пока Ватсон, капитан Грегсон и Маркус бросают все силы полиции Нью-Йорка, чтобы найти Альфредо. В итоге оказывается, что на самом деле сестра Оскара уже умерла от передозировки, а его истинной целью было провести Холмса по притонам наркоманов, чтобы заставить его вернуться в их ряды. За это Шерлок его почти до смерти избивает, но затем всё же срывается... |            |                                                                        |                |                                                                 |                 |                     |

### Сезон 4 (2015—2016)
| № общий | № в сезоне | Название                                                                    | Режиссёр       | Автор сценария                 | Дата премьеры   | Зрители в США (млн) |
| --- | ---------- | --------------------------------------------------------------------------- | -------------- | ------------------------------ | --------------- | ------------------- |
| 73 | 1          | «The Past Is Parent» «Уроки прошлого»                                       | Джон Полсон    | Роберт Доэрти                  | 5 ноября 2015   | 5,58                |
| Холмс пытается наладить свою жизнь в результате нападения на Оскара и последующего рецидива. Из-за его действий, партнёрство Шерлока с Ватсон и их работа с нью-йоркской полицией теперь под угрозой. Пока он ждёт новостей о том, будет ли он привлечён к уголовной ответственности, дело пропавшей женщины, якобы убитой своим мужем попадает к нему в руки как раз вовремя, чтобы отвлечь его от надвигающегося приезда его отца, мистера Морланда Холмса. |            |                                                                             |                |                                |                 |                     |
| 74 | 2          | «Evidence Of Things Not Seen» «Доказательства невидимого»                   | Рон Фортунато  | Джейсон Трейси                 | 12 ноября 2015  | 5,16                |
| Когда Морланд предлагает использовать своё влияние, чтобы восстановить Шерлока и Джоан в качестве консультантов в полиции Нью-Йорка, недоверие Шерлока к отцу заставляет его усомниться в его мотивации. Кроме того, поскольку никаких предложений о работе не поступает, Ватсон по предложению ФБР берёт дело о тройном убийстве в сверхсекретной исследовательской лаборатории.                                                                             |            |                                                                             |                |                                |                 |                     |
| 75 | 3          | «Tag, You’re Me» «Теперь ты - это я»                                        | Кристин Мур    | Боб Гудман                     | 19 ноября 2015  | 5,61                |
| Когда Шерлок начинает понимать, что постоянное присутствие его отца в Нью-Йорке начинает отвлекать его от дел, он предлагает свою помощь Морланду в решении проблем с работой в обмен на его незамедлительный отъезд домой. Кроме того, Холмс и Ватсон расследуют двойное убийство двух похожих друг на друга мужчин, которое приводит их в мир технологии распознавания лиц.                                                                                 |            |                                                                             |                |                                |                 |                     |
| 76 | 4          | «All My Exes Live in Essex» «Все мои бывшие живут в Эссексе»                | Майкл Прессман | Роберт Хьюитт Вольф            | 26 ноября 2015  | 5,33                |
| Когда Холмс и Ватсон расследуют убийство техника лаборатории по исследованию рождаемости, они обнаруживают, что у женщины была тайная личная жизнь, которая приводит их к нескольким подозреваемым. Кроме того, ситуация для Ватсон меняется, когда детектив нью-йоркской полиции открывает расследование в отношении неё. |            |                                                                             |                |                                |                 |                     |
| 77 | 5          | «The Games Underfoot» «Подпольные игры»                                     | Алекс Чаппл    | Арика Лисенн Миттман           | 10 декабря 2015 | 5,00                |
| Когда убивают археолога, Холмс и Ватсон выдвигают теорию, что его, возможно, убили за то, что он обнаружил во время своих последних поисков на местной свалке. Кроме того, в отношениях Шерлока и Альфредо, его друга и бывшего наставника по трезвости, наступает чёрная полоса. |            |                                                                             |                |                                |                 |                     |
| 78 | 6          | «The Cost of Doing Business» «Цена ведения дел»                             | Аарон Липстэдт | Джейсон Трейси                 | 17 декабря 2015 | 5,92                |
| Шерлок и Морланд объединяют усилия для совместного расследования беспорядочной перестрелки, устроенной снайпером. Изначально предполагалось, что целью снайпера был сотрудник клиентов Морланда, но это оказалось прикрытием для убийства обычного сантехника. По мере расследования становится, что клиенты Морланда всё же имеют прямое отношение к произошедшему...                                                                                        |            |                                                                             |                |                                |                 |                     |
| 79 | 7          | «Miss Taken» «Похищенная»                                                   | Гай Ферленд    | Тамара Джарон                  | 7 января 2016   | 6,71                |
| Когда отчим Ватсон пишет криминальный роман на основе её работы с Холмсом без её ведома, раскрывается основная проблема в их отношениях. Кроме того, когда Холмс и Ватсон расследуют убийство отставного агента ФБР, они обнаруживают, что его смерть связана с нераскрытым делом, которое он вёл. |            |                                                                             |                |                                |                 |                     |
| 80 | 8          | «A Burden Of Blood» «Бремя крови»                                           | Кристин Мур    | Ник Тиль                       | 14 января 2016  | 5,98                |
| Холмс и Ватсон расследуют убийство, в котором жертва была убита в манере, напоминающей о преступлениях печально известного, и уже осуждённого серийного убийцы. Кроме того, Шерлок и Джоан привлекают детектива Белла к сдаче экзамена для полицейских, который может дать повышение и должность в другом участке. |            |                                                                             |                |                                |                 |                     |
| 81 | 9          | «Murder Ex Machina» «Убийство из машины»                                    | Гай Фарланд    | Роберт Хьюитт Вольф            | 21 января 2016  | 6,33                |
| Холмс и Ватсон ищут хакера, ответственного за три убийства, в том числе смерть российского миллиардера, посещавшего Нью-Йорк. Кроме того, Джоан удивлена приглашению соло на ужин от отца Шерлока. |            |                                                                             |                |                                |                 |                     |
| 82 | 10         | «Alma Matters» «Дело об Альма Матер»                                        | Ларри Тэнг     | Боб Гудман                     | 28 января 2016  | 6,09                |
| Зыбкое перемирие Холмса с его отцом терпит неудачу, когда Холмс и Ватсон узнают, что Морланд скрывает тайну, которая угрожает их безопасности. Кроме того, Холмс и Ватсон расследуют два убийства, связанных с некоммерческим колледжем и незаконными практиками найма. |            |                                                                             |                |                                |                 |                     |
| 83 | 11         | «Down Where The Dead Delight» «Туда, где покоятся мёртвые»                  | Джерри Левайн  | Джеффри Пол Кинг               | 4 февраля 2016  | 6,23                |
| Холмс и Ватсон должны найти убийцу без каких-либо вещественных доказательств, которые могли бы им помочь, после того, как в нью-йоркском морге взорвалась бомба. Кроме того, Ватсон подозревает, что детектив нью-йоркской полиции хочет взять матч-реванш, когда она просит проконсультировать её по делу. |            |                                                                             |                |                                |                 |                     |
| 84 | 12         | «A View With A Room» «С видом на комнату»                                   | Джон Полсон    | Ричард С. Оки                  | 11 февраля 2016 | 6,10                |
| Коллега капитана Грегсона из Отдела по борьбе с наркотиками просит Холмса организовать идеальное ограбление внутри хорошо вооружённого и практически неприступного лагеря байкеров, торгующих наркотиками. Кроме того, когда Ватсон помогает Фионе Хелброн, которая помогла ей в недавнем деле, она делает удивительное открытие о Холмсе. |            |                                                                             |                |                                |                 |                     |
| 85 | 13         | «A Study In Charlotte» «Этюд о Шарлотте»                                    | Гай Фарланд    | Роберт Хьюитт Вольф            | 18 февраля 2016 | 5,95                |
| Шерлок и Джоан ищут убийцу, который использовал ядовитые грибы, чтобы убить профессора и группу его студентов. Кроме того, Джоан встревоженная громким шумом по соседству, узнаёт, что её сосед Трент снимает свой дом через сайт, который занимается организацией больших вечеринок. Этот эпизод частично основан на романе «Этюд в багровых тонах». |            |                                                                             |                |                                |                 |                     |
| 86 | 14         | «Who Is That Masked Man?» «Кто скрывается под маской?»                      | Ларри Тэнг     | Джейсон Трейси                 | 25 февраля 2016 | 5,82                |
| Когда расследование Холмса о покушении на Морланда обостряет их натянутые отношения, открывается правда о личности матери Шерлока. Кроме того, когда убивают троих членов банды, Холмс и Ватсон удивлены тем, что пожилая женщина выступает как их главный подозреваемый. |            |                                                                             |                |                                |                 |                     |
| 87 | 15         | «Up To The Heaven And Down To Hell» «Вверх, в небеса и вниз, в преисподнюю» | Джон Полсон    | Тамара Джарон                  | 3 марта 2016    | 5,85                |
| Когда Ватсон сталкивается с тайной подругой капитана Грегсона, бывшим офицером полиции Нью-Йорка, она невольно участвует в расставании пары. Кроме того, Холмс и Ватсон расследуют убийство богатой женщины, которая оставила значительную часть своего состояния любимой собаке. |            |                                                                             |                |                                |                 |                     |
| 88 | 16         | «Hounded» «Загнанный»                                                       | Рон Фортунато  | Роберт Хьюитт Вольф            | 10 марта 2016   | 5,64                |
| По настоянию богатого компаньона Морланда, Генри Баскервиля, Холмс и Ватсон расследуют гибель его брата и выясняют, что свидетель видел, как его преследовало большое, светящееся животное, слишком фантастическое, чтобы быть реальным. Кроме того, Шерлок считает необходимым вмешаться, поскольку травма от взрыва в морге негативно сказывается на работе судмедэксперта Хоса. Этот эпизод является адаптацией романа Собака Баскервилей.                 |            |                                                                             |                |                                |                 |                     |
| 89 | 17         | «You've Got Me, Who's Got You?» «Ты поймал меня, но кто поймал тебя?»       | Сет Манн       | Пол Корнелл                    | 20 марта 2016   | 5,28                |
| Когда убивают человека, который тайно боролся с преступностью, одетый в костюм популярного супергероя комиксов, Холмс и Ватсон должны раскрыть его настоящую личность, прежде чем они найдут его убийцу. Кроме того, Морланд делает неожиданное пожертвование в любимый благотворительный фонд Ватсон, чтобы заставить её оказать ему услугу, связанную с его бизнесом.                                                                                       |            |                                                                             |                |                                |                 |                     |
| 90 | 18         | «Ready Or Not» «Кто не спрятался»                                           | Кристин Мур    | Боб Гудман                     | 27 марта 2016   | 5,16                |
| Когда пропадает эксперт по выживанию, Холмс и Ватсон должны определить, ушёл ли он сам или стал жертвой преступления. Кроме того, Холмс демонстрирует странное поведение, когда его романтические отношения с Фионой достигают критической точки. |            |                                                                             |                |                                |                 |                     |
| 91 | 19         | «All In» «Ва-банк»                                                          | Аарон Липстэдт | Келли Уилер                    | 10 апреля 2016  | 6,38                |
| Таинственная женщина, которая организует подпольные игры в покер с высокими ставками, появляется на пороге дома Шерлока и Джоан и говорит им, что её жизнь в опасности, утверждая, что она - бывшая компаньонка Майкрофта. Однако, в процессе расследования, Джоан начинает подозревать, что их новая клиентка была с ними нечестна. |            |                                                                             |                |                                |                 |                     |
| 92 | 20         | «Art Imitates Art» «Искусство имитирует искусство»                          | Рон Фортунато  | Арика Лисенн Миттман           | 10 апреля 2016  | 6,04                |
| Когда Шерлок и Джоан расследуют убийство молодой женщины, они обнаруживают, что её смерть указывает на произведения искусства, которая связана с преступлением, когда она была в колледже. Вслед за шокирующим личным откровением, Джоан пытается наладить связь с недавней клиенткой. |            |                                                                             |                |                                |                 |                     |
| 93 | 21         | «Ain’t Nothing Like The Real Thing» «Кого ты хотел обмануть?»               | Джереми Уэбб   | Ник Тиль и Джеффри Пол Кинг    | 17 апреля 2016  | 5,51                |
| Когда Холмс и Ватсон втягиваются в расследование двойного убийства, они обнаруживают, что жертвы исценировали убийство, в тот момент, когда были убиты. Кроме того, наводчик Ватсон в офисе Морланда сталкивается с проблемой, которая угрожает уличить её в шпионаже за Холмсом и его отцом. |            |                                                                             |                |                                |                 |                     |
| 94 | 22         | «Turn It Upside Down» «С ног на голову»                                     | Люси Лью       | Боб Гудман                     | 24 апреля 2016  | 5,15                |
| Отец Шерлока, Морланд, становится главным подозреваемым Шерлока и Джоан по делу об убийстве, после того, как одного из его сотрудников убивают под видом ограбления. |            |                                                                             |                |                                |                 |                     |
| 95 | 23         | «The Invisible Hand» «Невидимая рука»                                       | Гай Фарланд    | Роберт Доэрти и Джейсон Трейси | 1 мая 2016      | 5,45                |
| Когда Холмс и Ватсон вычисляют преступника, который стоит за покушением на жизнь Морланда, они обнаруживают шокирующую связь с собой. |            |                                                                             |                |                                |                 |                     |
| 96 | 24         | «A Difference in Kind» «Качественное различие»                              | Джон Полсон    | Джейсон Трейси и Роберт Доэрти | 8 мая 2016      | 5,46                |
| Жизни Холмса и Ватсон находятся под угрозой из-за влиятельной, всемирной преступной сети, связанной с попыткой покушения на Морланда Холмса. Кроме того, обиды Шерлока на своего отца ставят под угрозу их союз, который может привести их общего противника к правосудию. |            |                                                                             |                |                                |                 |                     |

### Сезон 5 (2016—2017)
| № общий | № в сезоне | Название                                                                           | Режиссёр       | Автор сценария                   | Дата премьеры   | Зрители в США (млн) |
| --- | ---------- | ---------------------------------------------------------------------------------- | -------------- | -------------------------------- | --------------- | ------------------- |
| 97 | 1          | «Folie a Deux» «Двойное помешательство»                                            | Кристин Мур    | Роберт Доэрти и Джеффри Пол Кинг | 2 октября 2016  | 6,03                |
| Когда серийный подрывник снова активизируется после шести лет покоя, Ватсон просит помощи у Шинвелла Джонсона, бывшего пациента, чью жизнь она спасла, когда была хирургом. Кроме того, Холмс чувствует, что Ватсон несчастлива и сомневается, что она довольна своей карьерой детектива. |            |                                                                                    |                |                                  |                 |                     |
| 98 | 2          | «Worth Several Cities» «Стоимостью в несколько городов»                            | Гай Фарланд    | Роберт Хьюитт Вольф              | 16 октября 2016 | 5,21                |
| Когда лидер местной уличной банды похищает Холмса, чтобы заставить его найти человека, ответственного за нападение на его людей, Холмс и Ватсон попадают в самый центр международной охоты за вековым, бесценным артефактом.Кроме того, Ватсон думает о целесообразности личной просьбы Шинвелла, которая выходит за пределы её зоны комфорта.                                                    |            |                                                                                    |                |                                  |                 |                     |
| 99 | 3          | «Render, And Then Seize Her» «Помоги и поймай её»                                  | Алекс Чаппл    | Джейсон Трейси                   | 23 октября 2016 | 5,39                |
| Холмс узнаёт секрет подруги капитана Грегсона, когда она нанимает его для дела, которое хотела бы скрыть от внимания Грегсона. Кроме того, Холмс и Ватсон присоединяются к полиции Нью-Йорка для поиска похищенной женщины. |            |                                                                                    |                |                                  |                 |                     |
| 100 | 4          | «Henny Penny The Sky Is Falling» «Конец света или когда упадут небеса»             | Джон Полсон    | Боб Гудман                       | 30 октября 2016 | 4,80                |
| Капитан Грегсон настаивает на включении Холмса и Ватсон, когда его команду выбирают для вручения городской благодарности за блестящую работу. Кроме того, когда Холмс и Ватсон консультируют в расследовании убийства финансового аналитика, они вовлекаются в мир исследования астероидов. |            |                                                                                    |                |                                  |                 |                     |
| 101 | 5          | «To Catch A Predator Predator» «Поймать охотника за охотниками»                    | Гай Фарланд    | Тамара Джарон                    | 6 ноября 2016   | 4,68                |
| У Холмса и Ватсон есть много подозреваемых, когда они расследуют убийство человека, который вёл тайную жизнь в качестве линчевателя, "забавляясь" с сексуальными маньяками на сайтах знакомств и позоря их. Кроме того, когда судимость Шинвелла мешает ему найти работу, Холмс не согласен с планом Ватсон помочь ему в этом.                                                                    |            |                                                                                    |                |                                  |                 |                     |
| 102 | 6          | «Ill Tidings» «Дурное известие»                                                    | Рон Фортунато  | Джеффри Пол Кинг                 | 13 ноября 2016  | 5,45                |
| Холмс и Ватсон расследуют массовое убийство, когда шеф-повара и его покровителей отравляют после обеда дегустационным меню со змеиным ядом. Также, симпатия детектива Белла к коллеге по работе, заставляет Холмса понять, что его отношения с Фионой находятся на важном перепутье. |            |                                                                                    |                |                                  |                 |                     |
| 103 | 7          | «Bang Bang Shoot Chute» «Пиф-паф, убит парашютист»                                 | Джерри Ливайн  | Селесте Чан Вольф                | 20 ноября 2016  | 5,01                |
| Холмс и Ватсон ищут двух убийц после того, как один убийца застрелил бейсджампера в небе, а второй испортил его парашют. Кроме того, после того, как сестра Джоан, Лин, полагает, что видела Шинвелла с членом его бывшей банды, Джоан принимает решительные меры, чтобы убедиться, что он не будет втянут в преступную жизнь.                                                                    |            |                                                                                    |                |                                  |                 |                     |
| 104 | 8          | «How The Sausage Is Made» «Из чего сделаны сосиски»                                | Майкл Прессман | Марк Хадис                       | 27 ноября 2016  | 4,95                |
| Джоан волнуется, что трезвость Шерлока находится под угрозой, после того, как она узнаёт, что он лгал ей о посещении собраний по реабилитации. Кроме того, Шерлок и Джоан обнаруживают, что смерть человека вызванная употреблением отравленной колбасы, связана с лабораторной работой по прорыву в искусственной мясной промышленности.                                                         |            |                                                                                    |                |                                  |                 |                     |
| 105 | 9          | «It Serves You Right To Suffer» «Страдания идут на пользу»                         | Эйдан Куинн    | Келли Уилер                      | 11 декабря 2016 | 4,73                |
| Когда Шинвелл приходит к Холмсу и Ватсон за помощью, после того, как его обвиняют в групповом убийстве, у них есть три дня, чтобы найти настоящего убийцу, прежде чем он будет арестован и отправлен обратно в тюрьму. |            |                                                                                    |                |                                  |                 |                     |
| 106 | 10         | «Pick Your Poison» «Прими свой яд»                                                 | Джереми Уэбб   | Боб Гудман                       | 18 декабря 2016 | 5,08                |
| Когда Ватсон участвует в расследовании Управления по борьбе с наркотиками, с участием врачей выписывающих нелегальные препараты, она и Холмс ищут человека, использующего её медицинскую лицензию, чтобы продать лекарства. |            |                                                                                    |                |                                  |                 |                     |
| 107 | 11         | «Be My Guest» «Чувствуй себя как дома»                                             | Майя Врвило    | Джейсон Трейси                   | 8 января 2017   | 5,14                |
| Холмс и Ватсон пытаются найти женщину, которая находилась в плену в течение многих лет, прежде чем похититель принимает решительные меры, чтобы не быть пойманным. Кроме того, Ватсон расстроена, когда Шинвелл отказывается сосредоточиться на его обучении в качестве информатора с ней и Холмсом.                                                                                              |            |                                                                                    |                |                                  |                 |                     |
| 108 | 12         | «Crowned Clown, Downtown Brown» «Мёртвый клоун и экологическая проблема»           | Майкл Словис   | Джордан Розенберг                | 15 января 2017  | 4,36                |
| Когда Холмс и Ватсон расследуют убийство клоуна на севере штата, они обнаруживают связь между его смертью и созданием нового смертоносного вируса. Кроме того, Ватсон помогает Беллу, когда его преследует бывший муж его новой девушки Шанталь в попытке саботировать её карьеру в офисе окружного прокурора.                                                                                    |            |                                                                                    |                |                                  |                 |                     |
| 109 | 13         | «Over A Barrel» «Под прицелом»                                                     | Гай Фарланд    | Джеффри Пол Кинг                 | 29 января 2017  | 5,44                |
| Мужчина берёт заложников, в том числе и Джоан, и угрожает казнить их, если Холмс не найдёт человека, виновного в смерти его сына. Пока Шерлок занимается расследованием, захватчик даёт ему 16 часов, чтобы найти преступника, прежде чем время иссякнет. |            |                                                                                    |                |                                  |                 |                     |
| 110 | 14         | «Rekt In Real Life» «Убит в реале»                                                 | Джон Полсон    | Роберт Хьюитт Вольф              | 19 февраля 2017 | 5,08                |
| Холмс и Ватсон расследуют убийство бывшего профессионального игрока в киберспорт, который скончался после нападения перед своими поклонниками во время прямой видео-трансляции. Кроме того, Шинвелл обращается к Джоан за советом, когда его дочь просит встретиться с ним. |            |                                                                                    |                |                                  |                 |                     |
| 111 | 15         | «Wrong Side Of The Road» «Не та сторона дороги»                                    | Дженнифер Линч | Роберт Доэрти и Джейсон Трейси   | 5 марта 2017    | 4,26                |
| Бывшая протеже Холмса, Китти Уинтер, возвращается в Нью-Йорк после трёхлетнего отсутствия, чтобы предупредить его, что убийца устраняет каждого, кто участвует в деле, над которым они работали в Лондоне и они - следующая цель. В то время, как Шерлок, Китти, Джоан и полиция Нью-Йорка объединяют усилия, чтобы найти виновного, Ватсон обнаруживает, что Китти скрывает судьбоносный секрет. |            |                                                                                    |                |                                  |                 |                     |
| 112 | 16         | «Fidelity» «Преданность»                                                           | Кристин Мур    | Джейсон Трейси и Роберт Доэрти   | 12 марта 2017   | 4,50                |
| Джоан и Китти пытаются доказать, что цепочка убийств, вытекающих из старого дела, которое Шерлок и Китти расследовали в Лондоне, связана с международным правительственным заговором во главе с Разведывательным управлением министерства обороны. Кроме того, отношения Шерлока и Китти становятся напряжёнными, после того, как она делится новостями о своей жизни.                            |            |                                                                                    |                |                                  |                 |                     |
| 113 | 17         | «The Ballad Of Lady Frances» «Баллада о леди Фрэнсис»                              | Аарон Липстэдт | Боб Гудман и Джордан Розенберг   | 19 марта 2017   | 4,28                |
| Полиция вызывает Холмса и Ватсон для консультации по факту убийства "услышанного" ультрасовременной системой обнаружения огнестрельного оружия, когда не могут найти никаких реальных доказательств совершения преступления. Кроме того, Шерлок и Джоан подозревают, что Шинвелл стал жертвой перестрелки, которая открывает связь между ним и нераскрытым убийством.                             |            |                                                                                    |                |                                  |                 |                     |
| 114 | 18         | «Dead Man's Tale» «Легенда мертвеца»                                               | Алекс Чаппл    | Тамара Джарон                    | 26 марта 2017   | 5,16                |
| Шерлок и Джоан задаются вопросом, насколько хорошо они знают Шинвелла, когда изучают возможность его побега в связи с нераскрытым убийством его друга, члена банды. Кроме того, последнее дело Шерлока и Джоан приводит их к охоте на карту сокровищ, которая, по слухам, приведёт к золоту пиратов спрятанному в Нью-Йорке. Этот эпизод навеян событиями рассказа «Чёрный Питер».                |            |                                                                                    |                |                                  |                 |                     |
| 115 | 19         | «High Heat» «Невыносимая жара»                                                     | Майкл Хекмат   | Келли Уилер                      | 9 апреля 2017   | 4,29                |
| Холмс и Ватсон расследуют убийство мужчины, которого Шерлок считал одним из худших нью-йоркских частных детективов. Кроме того, поскольку Холмс вышел из себя после избиения Шинвеллом, он решает избавиться от своей агрессии путём уничтожения местной организации частных сыщиков. |            |                                                                                    |                |                                  |                 |                     |
| 116 | 20         | «The Art Of Sleights And Deception» «Искусство ловкости и обмана»                  | Рон Фортунато  | Марк Хадис                       | 23 апреля 2017  | 4,47                |
| Холмс и Ватсон впутываются в убийство и магию, когда расследуют дело о смерти фокусника, погибшего при исполнении классического трюка. Кроме того, Ватсон подозревает, что Белл стал мишенью бывшего мужа своей подруги Шанталь после ложного обвинения, которое приводит его в Центр Внутренних Расследований.                                                                                   |            |                                                                                    |                |                                  |                 |                     |
| 117 | 21         | «Fly Into A Rage, Make A Bad Landing» «Потеряешь контроль - неудачно приземлишься» | Гай Фарланд    | Боб Гудман                       | 30 апреля 2017  | 4,79                |
| Когда нападают на подругу детектива Белла, Шанталь, а её бывшего мужа вскоре после этого убивают, Холмс и Ватсон обнаруживают в этом инсценировку самоубийства и ищут одного подозреваемого стоящего за связанными преступлениями. Кроме того, пока Белл борется с желанием добиться собственной справедливости для Шанталь, Шерлок делает душераздирающее открытие о прошлом детектива.          |            |                                                                                    |                |                                  |                 |                     |
| 118 | 22         | «Moving Targets» «Движущиеся цели»                                                 | Люси Лью       | Роберт Хьюитт Вольф              | 7 мая 2017      | 4,22                |
| Когда убивают участника реалити-шоу, у Холмса и Ватсон нет никаких улик на другого участника в качестве подозреваемого, бывшего военного преступника, который может быть самым искусным убийцей, которого они когда-либо преследовали. Кроме того, впервые после нападения на Шерлока, Шинвелл обращается к Джоан, чтобы попросить об одолжении.                                                  |            |                                                                                    |                |                                  |                 |                     |
| 119 | 23         | «Scrambled» «Шифр»                                                                 | Кристин Мур    | Джейсон Трейси                   | 14 мая 2017     | 4,43                |
| Холмс и Ватсон расследуют убийство, которое ставит их под удар одной из самых опасных банд Нью-Йорка. Кроме того, поведение Холмса становится все более невыносимым, когда он начинает общаться с таинственной женщиной. |            |                                                                                    |                |                                  |                 |                     |
| 120 | 24         | «Hurt Me, Hurt You» «Больно мне, больно тебе»                                      | Джон Полсон    | Роберт Доэрти и Джеффри Пол Кинг | 21 мая 2017     | 4,11                |
| Холмс и Ватсон преследуют неуловимого преступника, когда в Нью-Йорке вспыхивает война банд. В то время как полиция пытается сдержать насилие, детективы расследуют убийство, которое, похоже, спровоцировало конфликт в масштабах всего города и обнаруживают, что знакомое лицо дергает за ниточки.                                                                                              |            |                                                                                    |                |                                  |                 |                     |

### Сезон 6 (2018)
| № общий | № в сезоне | Название | Режиссёр         | Автор сценария                                                        | Дата премьеры    | Зрители U.S. (млн) |
| --- | ---------- | --- | ---------------- | --------------------------------------------------------------------- | ---------------- | ------------------ |
| 121 | 1          | «An Infinite Capacity for Taking Pains» «Бесконечная способность испытывать боль»                               | Кристин Мур      | Боб Гудман                                                            | 30 апреля 2018   | 4,74               |
| Когда Холмс сталкивается с медицинским диагнозом, который угрожает его карьере и трезвости, он встречает Майкла (Десмонд Харрингтон), человека, который просит Шерлока помочь ему победить его собственную зависимость. Кроме того, бывшая светская львица нанимает Холмса и Ватсон, чтобы найти своего пропавшего партнёра по старой секс-ленте, которая просочилась в интернет.                                                  |            | |                  |                                                                       |                  |                    |
| 122 | 2          | «Once You've Ruled Out God» «Когда ты исключил Бога»                                                            | Гай Фарланд      | Роберт Хьюитт Вольф                                                   | 7 мая 2018       | 4,59               |
| У Ватсон и её единокровной сестры Лин возникают противоречивые реакции, когда умирает их биологический отец. Кроме того, Холмс и Ватсон охотятся за украденной партией плутония, которую, как они опасаются, будут использовать для создания грязной бомбы после того, как инспектор Министерства энергетики был убит с помощью световой пушки.                                                                                    |            | |                  |                                                                       |                  |                    |
| 123 | 3          | «Pushing Buttons» «Нажимая на кнопки»                                                                           | Кристин Мур      | Джеффри Пол Кинг                                                      | 14 мая 2018      | 4,43               |
| Холмс и Ватсон попадают в мир редких древностей, когда расследуют дело, в котором жертва была убита во время реконструкции Войны за независимость. Кроме этого, по мере того, как Холмс разочаровывается в продолжительности своего когнитивного восстановления, он находит утешение в дружбе с Майклом. |            | |                  |                                                                       |                  |                    |
| 124 | 4          | «Our Time Is Up» «Наше время истекло»                                                                           | Гай Фарланд      | Лиз Фридман                                                           | 21 мая 2018      | 4,17               |
| Ватсон считает необходимым изменить свою жизнь после прочтения собственной терапевтической карты, в то время как она и Холмс расследуют убийство её бывшего психолога. |            | |                  |                                                                       |                  |                    |
| 125 | 5          | «Bits And Pieces» «Части и фрагменты»                                                                           | Джон Полсон      | Тамара Джарон                                                         | 28 мая 2018      | 3,94               |
| Холмс и Ватсон пытаются отследить шаги Холмса после того, как он обнаружил у себя отрубленную голову, и не помнит последние шесть часов или почему она у него оказалась. |            | |                  |                                                                       |                  |                    |
| 126 | 6          | «Give Me The Finger» «Дай мне палец»                                                                            | Джонни Ли Миллер | Джордан Розенберг                                                     | 4 июня 2018      | 4,41               |
| Холмс и Ватсон попадают в мир ядерной безопасности, когда расследуют убийство бывшего члена якудза. Кроме того, капитан Грегсон оказывается ошеломлён личным признанием своей дочери, сержанта полиции, Ханны. |            | |                  |                                                                       |                  |                    |
| 127 | 7          | «Sober Companions» «Партнёры по трезвости»                                                                      | Сет Манн         | Джейсон Трейси                                                        | 11 июня 2018     | 4,35               |
| Холмс и Ватсон открывают охоту на маньяка после того, как их близкий круг сотрясает убийство. Кроме того, неврологическое восстановление Холмса ухудшается, и его трезвость колеблется, поскольку его стремление поймать убийцу превращается в одержимость. |            | |                  |                                                                       |                  |                    |
| 128 | 8          | «Sand Trap» «Ловушка из песка»                                                                                  | Дженнифер Линч   | Келли Уилер                                                           | 18 июня 2018     | 4,54               |
| Поиск убийцы женщины, найденной в цементе, приводит Холмса и Ватсон в индустрию экологически чистых технологий. Кроме того, Ватсон делает гигантский скачок вперед в отношении своего интереса к усыновлению. |            | |                  |                                                                       |                  |                    |
| 129 | 9          | «Nobody Lives Forever» «Никто не живёт вечно»                                                                   | Гай Фарланд      | Джеффри Пол Кинг                                                      | 25 июня 2018     | 3,97               |
| Бывший куратор Холмса по трезвости, Альфредо, просит его о помощи в нелегальном деле, чтобы спасти своего брата. Кроме того, Холмс и Ватсон расследуют отравление профессора биологии, который работал над секретным генетическим проектом до того, как был убит. |            | |                  |                                                                       |                  |                    |
| 130 | 10         | «The Adventure of Ersatz Sobekneferu» «Приключения ненастоящей Себекнеферу»                                     | Люси Лью         | Роберт Хьюитт Вольф                                                   | 2 июля 2018      | 3,89               |
| Шерлок и его отец, Морланд Холмс, пытаются наладить свои напряжённые отношения, узнав о смерти в своей семье. Кроме того, Холмс и Ватсон обнаруживают связь между своим последним делом и миром египетских древностей, когда ищут убийцу, который пытался мумифицировать свою жертву. |            | |                  |                                                                       |                  |                    |
| 131 | 11         | «You've Come a Long Way, Baby» «Ты прошла длинный путь, детка»                                                  | Гай Фарланд      | Боб Гудман                                                            | 9 июля 2018      | 3,35               |
| Холмс привлекает старого врага, чтобы защитить своего отца после того, как узнаёт, что Морланд рискует быть убитым. Кроме того, Холмс и Ватсон ищут убийцу, связанного с табачной промышленностью, когда убивают адвоката, находившегося в процессе рассмотрения финансов крупного дистрибьютора сигарет. |            | |                  |                                                                       |                  |                    |
| 132 | 12         | «Meet Your Maker» «Встречай своего создателя»                                                                   | Рон Фортунато    | Роберт Хьюитт Вольф                                                   | 23 июля 2018     | 3,45               |
| Детектив Белл рассматривает возможность ухода из полиции Нью-Йорка, когда ему предлагают уникальный шанс продвинуться в карьере. Кроме того, частный клиент нанимает Холмса и Ватсон для расследования исчезновения молодой женщины, которая вела двойную жизнь в интернете в качестве финансовой доминатрикс. |            | |                  |                                                                       |                  |                    |
| 133 | 13         | «Breathe» «Дыши»                                                                                                | Кристин Мур      | Боб Гудман                                                            | 30 июля 2018     | 3,33               |
| Холмс и Ватсон расследуют отравление эксперта по переселению и обнаруживают, что перед смертью этот человек десятки лет вёл тайную карьеру наёмного убийцы. Кроме того, желание Ватсон усыновить ребёнка терпит неудачу, в то время как она готовится к домашнему визиту от сотрудника социального агентства. |            | |                  |                                                                       |                  |                    |
| 134 | 14         | «Through The Fog» «Сквозь туман»                                                                                | Гай Фарланд      | Джеффри Пол Кинг                                                      | 6 августа 2018   | 3,38               |
| Холмс и Ватсон спешат помочь детективу Беллу, когда он становится жертвой биотеррористической атаки в участке и отделение находится на карантине. Во время изоляции капитан Грегсон и детектив Белл начинают подозревать, что заперты вместе с преступником. Кроме того, Ватсон сталкивается с трудной задачей помочь своей матери, Мэри, признать, что её прогрессирующая болезнь Альцгеймера требует большей медицинской помощи. |            | |                  |                                                                       |                  |                    |
| 135 | 15         | «How To Get A Head» «Как оторваться на голову»                                                                  | Кристин Мур      | Шерман Ли                                                             | 12 августа 2018  | 3,02               |
| Расследование Холмса и Ватсон по делу об убийстве профессора религии приводит их к охоте на убийцу, связанному с оккультизмом. Кроме того, Холмс и Ватсон курируют список потенциальных замен для детектива Белла, в ожидании когда офицеру предложат присоединиться к службе маршалов США. |            | |                  |                                                                       |                  |                    |
| 136 | 16         | «Uncanny Valley Of The Dolls» «Зловещая долина кукол»                                                           | Джонни Ли Миллер | Тамара Джарон и Келли Уилер                                           | 13 августа 2018  | 3,48               |
| Шерлок и Джоан обнаруживают, что убийство инженера-робототехника может быть связано с его новаторскими секретными исследованиями в области реальной телепортации. Кроме того, когда детектив Белл завершает курс обучения, чтобы получить степень магистра и присоединиться к маршалам США, он обнаруживает, что у инструктора курса есть личные причины для отказа ему в доступе.                                                 |            | |                  |                                                                       |                  |                    |
| 137 | 17         | «The Worms Crawl In, The Worms Crawl Out» «Черви вползают, черви выползают»                                     | Джон Майкл Хилл  | Джордан Розенберг                                                     | 20 августа 2018  | 3,39               |
| Холмс и Ватсон расследуют несколько мотивов убийства, когда убивают зоолога из-за его многочисленных любовных романов или его новаторских исследований. Кроме того, Холмс становится жертвой кражи личных данных, когда похищают его медицинские записи. |            | |                  |                                                                       |                  |                    |
| 138 | 18         | «The Visions Of Norman P. Horowitz» «Видения Нормана П. Хоровитца»                                              | Люси Лью         | История: Джейсон Трейси и Брэндон Танори Телесценарий: Джейсон Трейси | 27 августа 2018  | 3,57               |
| Холмс и Ватсон ищут убийцу, выбирающего жертв на основе предсказаний человека, который утверждал, что предвидит будущие смерти других людей, включая убийство Шерлока Холмса. |            | |                  |                                                                       |                  |                    |
| 139 | 19         | «The Geek Interpreter» «Переводчик с языка гиков»                                                               | Кристин Мур      | Тамара Джарон и Келли Уилер                                           | 3 сентября 2018  | 3,30               |
| Холмс и Ватсон участвуют в розыске пропавшей женщины, когда Харлан Эмпл (Рич Соммер), друг Холмса и "временный" эксперт по математике становится главным подозреваемым в её исчезновении. |            | |                  |                                                                       |                  |                    |
| 140 | 20         | «Fit To Be Tied» «Усмирить буйного»                                                                             | Рон Фортунато    | Джейсон Трейси                                                        | 10 сентября 2018 | 3,17               |
| Смертельный конфликт Холмса и Ватсон с бывшим другом Шерлока Майклом усиливается, когда его новая жертва оказывается последней добычей серийного убийцы. |            | |                  |                                                                       |                  |                    |
| 141 | 21         | «Whatever Remains, However Improbable» «То, что останется, и будет ответом, каким бы невероятным он ни казался» | Кристин Мур      | Роберт Доэрти                                                         | 17 сентября 2018 | 3,10               |
| Холмс и Ватсон сталкиваются со своей самой большой проблемой, когда расследование убийства угрожает разрушить их партнёрство. |            | |                  |                                                                       |                  |                    |

### Сезон 7 (2019)
| № общий | № в сезоне | Название                                              | Режиссёр         | Автор сценария                 | Дата премьеры   | Зрители U.S. (млн) |
| --- | ---------- | ----------------------------------------------------- | ---------------- | ------------------------------ | --------------- | ------------------ |
| 142 | 1          | «The Further Adventures» «Приключения продолжаются»   | Кристин Мур      | Роберт Доэрти и Джейсон Трейси | 23 мая 2019     | 4,08               |
| Карьера Холмса и Ватсон в качестве консультантов Скотланд-Ярда в Лондоне приводит их в таблоидную журналистику, когда популярная модель становится жертвой кислотной атаки. Кроме того, пока Ватсон все больше тоскует по Нью-Йорку, капитан Грегсон мучается чувством вины за свой неразрешённый разрыв со своими бывшими консультантами.                                                  |            |                                                       |                  |                                |                 |                    |
| 143 | 2          | «Gutshot» «Пуля в живот»                              | Гай Фарланд      | Джейсон Трейси и Роберт Доэрти | 30 мая 2019     | 3,78               |
| Холмс и Ватсон пытаются вести расследование в США из Лондона, когда кто-то из их близкого окружения оказывается серьёзно ранен неизвестным преступником в США. Однако правовая проблема Холмса в Штатах – результат признания в убийстве, которого он не совершал, - угрожает сорвать их усилия.                                                                                            |            |                                                       |                  |                                |                 |                    |
| 144 | 3          | «The Price of Admission» «Цена признания»             | Томас Картер     | Тамара Джарон                  | 6 июня 2019     | 3,70               |
| Холмс принимает крайние меры, чтобы обеспечить своё возвращение в Нью-Йорк, опираясь на сомнительные связи своего отца. Кроме того, в то время как Холмс ищет способ вернуться в США, Ватсон помогает полиции Нью-Йорка расследовать убийство на складе, который хранит ценности богатых клиентов, которые они хотят скрыть от американской таможни.                                        |            |                                                       |                  |                                |                 |                    |
| 145 | 4          | «Red Light, Green Light» «Красный свет, зелёный свет» | Джонни Ли Миллер | Роберт Хюьитт Вольф            | 13 июня 2019    | 3,75               |
| Взрыв на остановке приводит Холмса и Ватсон к двум разным следам расследования, так как они пытаются определить, было ли нападение связано с бандой или террористической атакой. Кроме того, Холмс и Ватсон подозревают, что им предстоит многое узнать о недавнем нападении на кого-то из своего круга.                                                                                    |            |                                                       |                  |                                |                 |                    |
| 146 | 5          | «Into the Woods» «Чем дальше в лес»                   | Кристин Мур      | Джеффри Пол Кинг               | 20 июня 2019    | 3,34               |
| Техномагнат Один Райхенбах нанимает Холмса и Ватсон для расследования угроз в свой адрес, которые, как он подозревает, исходят из его собственной компании. Кроме того, Холмс и Ватсон ищут мотив трёх, казалось бы, несвязанных убийств. |            |                                                       |                  |                                |                 |                    |
| 147 | 6          | «Command: Delete» «Приказано: уничтожить»             | Крейг Зиск       | Джордан Розенберг              | 27 июня 2019    | 3,09               |
| Техномагнат Один Райхенбах делает Холмсу и Ватсон необычное предложение помочь ему с программой, которая может предсказать будущие преступления. Кроме того, Холмс и Ватсон помогают Беллу, который пытается предотвратить собственное преступление в будущем, в поисках сотрудника полиции Нью-Йорка, планирующего устроить снайперскую атаку.                                             |            |                                                       |                  |                                |                 |                    |
| 148 | 7          | «From Russia with Drugs» «Из России с наркотиками»    | Майкл Хекмат     | Шон Беннетт                    | 4 июля 2019     | 2,72               |
| Холмс и Ватсон расследуют убийство преступника, который зарабатывал на жизнь воруя у других преступников. Кроме того, когда капитан Грегсон возобновляет руководство участком, он начинает предполагать, что его временная замена, капитан Дуайер, ответственен за подозрительный уход одного из его лучших детективов.                                                                     |            |                                                       |                  |                                |                 |                    |
| 149 | 8          | «Miss Understood» «Женщина-разгадка»                  | Майкл Смит       | Боб Гудман                     | 11 июля 2019    | 2,90               |
| Холмс и Ватсон ищут скрытый мотив, когда Кэсси Леню, гениальная молодая преступница, которую они помогли посадить в тюрьму, просит их помощи в раскрытии убийства. |            |                                                       |                  |                                |                 |                    |
| 150 | 9          | «On the Scent» «По следу»                             | Кристин Мур      | Джеффри Пол Кинг               | 18 июля 2019    | 2,81               |
| Холмс и Ватсон работают, чтобы определить, объявился ли давно бездействующий маньяк после убийства скульптора в Нью-Йорке. Кроме того, Ватсон подозревает, что Холмс что-то скрывает от неё в отношении Одина Райхенбаха. |            |                                                       |                  |                                |                 |                    |
| 151 | 10         | «The Latest Model» «Последняя модель»                 | Рон Фортунато    | Роберт Хюьитт Вольф            | 25 июля 2019    | 2,63               |
| Холмс и Ватсон получают шокирующую просьбу о сотрудничестве от своего врага, Одина Райхенбаха, когда миллиардер просит их протестировать его новую систему предупреждения преступлений. Заданная следить за тем, как предсказывает программа, кто скоро совершит преступление, детективы беспокоятся, что Один предпримет решительные действия, прежде чем они завершат свое расследование. |            |                                                       |                  |                                |                 |                    |
| 152 | 11         | «Unfriended» «Лишенный друзей»                        | Люси Лью         | Боб Гудман                     | 1 августа 2019  | 2,42               |
| Холмс и Ватсон объединяют усилия с отцом Холмса, Морландом, чтобы заручиться его обширной преступной сетью и помочь уничтожить техническую систему предупреждения преступности миллиардера Одина Райхенбаха. |            |                                                       |                  |                                |                 |                    |
| 153 | 12         | «Reichenbach Falls» «Райхенбахский водопад»           | Рон Фортунато    | Джейсон Трейси                 | 8 августа 2019  | 2,47               |
| Миллиардер Один Райхенбах непреднамеренно предоставляет Холмсу и Ватсон наводку, которая может дать им доказательства, чтобы привести его к правосудию. |            |                                                       |                  |                                |                 |                    |
| 154 | 13         | «Their Last Bow» «Их прощальный поклон»               | Кристин Мур      | Роберт Доэрти                  | 15 августа 2019 | 2,82               |
| В битве Холмса и Ватсон с миллиардером Одином Райхенбахом, детективы получают известие о своем давнем враге и бывшей любви Шерлока, Джейми Мориарти. |            |                                                       |                  |                                |                 |                    |

### Комментарии
1. ↑  Имеется в виду программа реабилитации наркоманов «12 шагов».
2. ↑  Отсылка к одноимённому рассказу Конан Дойла.